# Namibia na Letnich Igrzyskach Olimpijskich 1996
Namibię na Letnich Igrzyskach Olimpijskich 1996 reprezentowało ośmioro zawodników – sześciu mężczyzn i dwie kobiety. Był to drugi start reprezentacji Namibii na letnich igrzyskach olimpijskich. Frankie Fredericks zdobył dwa srebrne medale.

## Zdobyte medale
| Medal  | Zawodnik           | Dyscyplina    | Konkurencja            | Rezultat |
| ------ | ------------------ | ------------- | ---------------------- | -------- |
| Srebro | Frankie Fredericks | Lekkoatletyka | bieg na 100 m mężczyzn | 9,89     |
| Srebro | Frankie Fredericks | Lekkoatletyka | bieg na 200 m mężczyzn | 19,68    |

## Skład kadry

### Boks
Mężczyźni
- Joseph Benhard - waga papierowa (do 48 kg) - 17. miejsce,
- Sackey Shivute - waga średnia (do 75 kg) - 17. miejsce

### Lekkoatletyka
Mężczyźni
- Frankie Fredericks - bieg na 100 m - 2. miejsce,
- Frankie Fredericks - bieg na 200 m - 2. miejsce,
- Joseph Tjitunga - maraton - 76. miejsce,

Kobiety
- Elizabeth Mongudhi - maraton - 59. miejsce

### Pływanie
Mężczyźni
- Jörg Lindemeier - 100 m stylem klasycznym - 35. miejsce,

Kobiety
- Monica Dahl - 50 m stylem dowolnym - 36. miejsce,
- Monica Dahl - 100 m stylem dowolnym - 32. miejsce

### Strzelectwo
Mężczyźni
- Friedhelm Sack - pistolet pneumatyczny 10 m - 8. miejsce